# Hörspielsommer

Logo des Leipziger Hörspielsommers

Der Hörspielsommer ist ein Open-Air-Hörspielfestival in Leipzig. Das Festival wurde 2003 von Sophia Littkopf (* 1979) initiiert und wird seit 2004 vom Leipziger Verein Hörspielsommer e. V. veranstaltet. Seither findet der Leipziger Hörspielsommer jährlich im Juli über ca. 10 Tage hinweg statt, anfangs noch im Albertpark, inzwischen im Richard-Wagner-Hain. Das Festival ist für alle Interessierten kostenfrei zugänglich, da es sich primär über Spenden, Sponsoring und Fördermittel finanziert und fast ausschließlich ehrenamtlich getragen wird. Es richtet sich sowohl an Erwachsene als auch an Kinder und Jugendliche und wird jährlich von etwa 10.000 Menschen besucht.

## Programm
Das Festivalprogramm gliedert sich in ein Familien- und ein Abendprogramm und besteht unter anderem aus Hörspielwettbewerben, speziellen Thementagen und -abenden, einer Langen Nacht der Hörspielkunst (an einem Festivaltag endet das Programm nach Mitternacht), Workshops sowie Live-Auftritten.
Die auf dem Leipziger Hörspielsommer präsentierten Hörstücke stammen sowohl aus der freien Hörspielszene als auch von Hörspielverlagen und öffentlich-rechtlichen Sendeanstalten. Darunter befinden sich Hörspiele, Soundkollagen, Features und Ähnliche.

## Organisation
Der Veranstalter Hörspielsommer e. V. ist ein gemeinnütziger Verein mit Sitz in Leipzig und hat sich im Jahr 2004, ein Jahr nach dem ersten Hörspielsommer, gegründet.
Der Verein hat sich zum Ziel gesetzt, freie Hörspielproduktionen sowie die allgemeine Verbreitung der Kunstform Hörspiel zu unterstützen, zudem das lokale und regionale Kulturleben zu bereichern, medienpädagogische Angebote bereitzustellen und ehrenamtliches Engagement zu fördern. Derzeit besteht der Verein aus etwa 30 aktiven Mitgliedern und weiteren Helfern (Stand 2021). Die Organisation des Hörspielsommers ist fast ausschließlich ehrenamtlich. Hinzu kommen Kooperationen und Partnerschaften mit Kultureinrichtungen, Stiftungen und weiteren.

## Hörspielwettbewerbe
Der Hörspielsommer e.V. richtet derzeit vier verschiedene Hörspielwettbewerbe aus, die, bis auf den Hörspielmanuskriptwettbewerb, in der Regel jährlich stattfinden. Einsendeschluss ist in meist im Februar bzw. März jeden Jahres.

### Internationaler Hörspielwettbewerb
Der älteste der vier Wettbewerbe des Hörspielsommer e. V. ist der Internationale Hörspielwettbewerb. Er wurde mit dem ersten Hörspielsommer 2003 ins Leben gerufen und findet von da an jedes Jahr statt. Am Internationalen Hörspielwettbewerb können alle Hörspielmacher aus dem Amateurbereich teilnehmen, die bisher maximal drei Hörstücke publiziert haben. Die Hörspiele können in deutscher oder englischer Sprache produziert sein und umfassen maximal 45 Minuten. Eine Auswahl der Einsendungen wird nominiert und auf dem Leipziger Hörspielsommer den Besuchern präsentiert. Eine Fachjury wählt anschließend Gewinnerstücke in verschiedenen Kategorien aus.

### Kinder- und Jugendhörspielwettbewerb
Der Kinder- und Jugendhörspielwettbewerb existiert ebenfalls bereits seit mehreren Jahren. Er wurde erstmals 2009 ausgerichtet. Dieser Wettbewerb steht Kindern und Jugendlichen bis 18 Jahre zur Teilnahme offen. Die Stücke können auch im Rahmen von Projekten an Schulen oder anderen Einrichtungen entstanden sein. Die Gewinnerstücke werden von einer Kinder- und Jugendjury ausgewählt und am Hörspielsommer präsentiert.

### Hörspielmanuskriptwettbewerb
Der Hörspielmanuskriptwettbewerb wird in Kooperation mit der Bauhaus-Universität Weimar, Professur für Experimentelles Radio, organisiert. Seit 2014 können Autoren alle zwei Jahre Hörspielmanuskripte einreichen. Diese werden durch eine Fachjury selegiert und die Auswahl von Studierenden der Bauhaus-Universität Weimar und einer Partneruniversität als Hörstücke umgesetzt. Sowohl die Manuskripte als auch die Umsetzungen werden von einer Fachjury bewertet und prämiert.

### Kurzhörspielwettbewerb
Der jüngste Wettbewerb des Hörspielsommer e. V. ist der Kurzhörspielwettbewerb. Hier werden Hörstücke zu einem bestimmten Thema in einer Länge von höchstens 10 Minuten in deutscher oder englischer Sprache gesucht. Teilnehmen können Hörspielmacher aus dem professionellen sowie Amateurbereich. Der Kurzhörspielwettbewerb wurde 2020 zum ersten Mal veranstaltet.